# Arsenogoyazite
L'arsenogoyazite è un minerale appartenente al gruppo della dussertite descritto nel 1984 in seguito ad un ritrovamento avvenuto nella miniera di Clara nei pressi di Oberwolfach nella regione della Foresta Nera in Germania ed approvato dall'Associazione Mineralogica Internazionale (IMA).
Il nome è stato attribuito in quanto è analoga alla goyazite con l'arsenico al posto del fosforo.
L'arsenogoyazite è analoga alla philipsbornite con lo stronzio al posto del piombo ed analoga all'arsenocrandallite con lo stronzio al posto del calcio.

## Morfologia
L'arsenogoyazite è stata scoperta sotto forma di incrostazioni di aspetto reniforme che presentano facce cristalline indistinte di aspetto romboidale.

## Origine e giacitura
L'arsenogoyazite è stata trovata su quarzo e barite associata a malachite, brochantite, olivenite, bariopharmacosiderite e weilerite.